# توم داو
توم داو هو شاعر كندي، ولد في 24 أكتوبر 1940.